# Muddaiahnapalya, Bangalore South
Muddaiahnapalya là một làng thuộc tehsil Bangalore South, huyện Bangalore Urban, bang Karnataka, Ấn Độ.